# سیارک ۶۵۵۸۳
سیارک ۶۵۵۸۳ (به انگلیسی: 65583 Theoklymenos، نامگذاری:4646T-2) شصت و پنج هزار و پانصد و هشتاد و سومین سیارک کشف شده‌است که در ۳۰ سپتامبر ۱۹۷۳ کشف شد.